# Reiner Klimke
Reiner Klimke (Münster, 14 gennaio 1936 – Münster, 17 agosto 1999) è stato un cavaliere tedesco, sei volte campione olimpico nell'equitazione.

## Biografia
Oltre ai sei titoli olimpici in carriera ha conquistato altrettanti titoli mondiali ed otto titoli europei.

## Palmarès
| Anno | Manifestazione  | Sede              | Evento               | Risultato | Note |
| ---- | --------------- | ----------------- | -------------------- | --------- | ---- |
| 1964 | Giochi olimpici | Tokyo             | Dressage a squadre   | Oro       |      |
| 1968 | Giochi olimpici | Città del Messico | Dressage individuale | Bronzo    |      |
| 1968 | Giochi olimpici | Città del Messico | Dressage a squadre   | Oro       |      |
| 1976 | Giochi olimpici | Montréal          | Dressage individuale | Bronzo    |      |
| 1976 | Giochi olimpici | Montréal          | Dressage a squadre   | Oro       |      |
| 1984 | Giochi olimpici | Los Angeles       | Dressage individuale | Oro       |      |
| 1984 | Giochi olimpici | Los Angeles       | Dressage a squadre   | Oro       |      |
| 1988 | Giochi olimpici | Seul              | Dressage a squadre   | Oro       |      |